# Songs Wearing Clothes
Songs Wearing Clothes är Nicolai Dungers debutalbum, utgivet 1996 på Telegram Records Stockholm.

## Låtlista
Alla låtar är skrivna av Nicolai Dunger.
1. "Love Bird" - 3:48
2. "Tounsand Rainbows" - 3:24
3. "Stars Don't Bark" - 3:40
4. "One Upon a Time" - 5:38
5. "Sailin' on My Tears" - 3:44
6. "Pee Straight Up" - 2:13
7. "Whispering Song" - 3:36
8. "Brother" - 3:50
9. "Bite Your Tail" - 3:58
10. "Tribute to Chet" - 4:02
11. "Honey Trampoline" - 4:18
12. "Nature Child" - 4:38
13. "We Left Us" - 6:38
14. "And/End" - 1:24